# Arnaldo Orfila Reynal
Arnaldo Orfila Reynal (La Plata, Argentina, 9 de julio de 1897 — Ciudad de México, 13 de enero de 1998) fue un editor, académico y químico mexicano de origen argentino. Director del Fondo de Cultura Económica (FCE) y de su filial en Argentina.

## Trayectoria
Arnaldo Orfila fue Doctor en Ciencias Químicas por la Universidad Nacional de La Plata, fue delegado al Congreso Internacional de Estudiantes realizado en la Ciudad de México en septiembre de 1921 y militante del Partido Socialista Argentino de 1930 a 1948. En 1938 fundó la Universidad Popular Alejandro Korn, de la cual fue director hasta 1947.
De 1945 a 1947 se desempeñó como director de la primera filial del FCE en Buenos Aires, Argentina. Después de trasladarse a la Ciudad de México, dirigió la editorial de 1948 a 1965.
En 1957 fungió como organizador de la editorial Eudeba.
En marzo de 1966 fundó con un grupo de intelectuales la editorial Siglo XXI, después de que el régimen de Díaz Ordaz lo hubiera despedido del FCE por la publicación de Los hijos de Sánchez de Oscar Lewis. Además, fue el artífice de numerosas revistas, entre ellas, Atenea, Valoraciones, El Iniciador y Camada.
Su labor editorial fue premiada en 1980 por el gobierno mexicano con el Orden del Águila Azteca; en 1983 con la Medalla Félix Varela y en 1988 con la Orden Carlos Manuel de Céspedes, ambas por el gobierno cubano. En 1984 recibió el Premio Juan Pablos de la Cámara Nacional de la Industria Editorial Mexicana, así como un homenaje del municipio de Buenos Aires. En 1985 el gobierno francés lo reconoció con la Legión de Honor. En 1992, la Sociedad Alfonsina Internacional le otorgó el Premio Internacional Alfonso Reyes.
Murió a los cien años de edad.

## Gestión como director del Fondo de Cultura Económica
Bajo su gestión, la editorial publicó 891 títulos nuevos y se crearon seis nuevas colecciones: Breviarios; Lengua y Estudios Literarios; Arte Universal; Vida y pensamiento de México; Psicología, Psiquiatría y Psicoanálisis; y la Colección Popular. Se inició, además, la publicación del Boletín Bibliográfico.
Con este aumento considerable en su catálogo, el Fondo de Cultura Económica comenzó a hacer sentir su presencia en la vida cultural de México y de Iberoamérica. En particular, esto pudo palparse con la fundación, el 10 de septiembre de 1954, de su primera librería en la Ciudad de México, la “Librería Daniel Cosío Villegas”; con el establecimiento ese mismo año de una sucursal más, ahora en Santiago de Chile, desde donde arrancó la distribución de los libros del catálogo a todo el país, y con la llegada del FCE a Europa al inaugurarse en 1963 otra de sus filiales en Madrid, España.
| Predecesor: Daniel Cosío Villegas | Director del Fondo de Cultura Económica 1948 - 1965 | Sucesor: Salvador Azuela |